# Igram van Achelen
Igram van Achelen ('s-Hertogenbosch, 1528 of 1534 - Mechelen, 28 september 1604) was een Nederlands rechtsgeleerde en raadsheer uit de 16e eeuw. Hij was voorzitter van het Hof van Friesland en de Grote Raad van Mechelen.

## Levensloop
Hij was afkomstig uit een voorname familie in 's-Hertogenbosch die actief was als magistraat of als schepen van de stad. Hij was een zoon van Anthoni Willemsz. van Achelen en Aleid Dirksdr. Vogels. Zijn vader was stadsontvanger en meester van het Groot Ziekengasthuis.
Van Achelen studeerde rechten in Deventer, Leiden en Leuven. In 1550 werd hij door keizer Karel V benoemd tot lid van het Hof van Friesland waarvan hij in 1570 de voorzitter werd. Van Achelen zorgde voor de aanleg van nieuwe dijken na de grote overstromingen van 1570 en 1574. Op 25 maart 1574 vaardigde hij samen met de magistraat van Harlingen een reglement uit dat de bouw van nieuwe dijken bespoedigde. Later werd een gedenkzuil hiervoor opgericht en werd zijn naam hierop vermeld.
Op 7 december 1577 nam de Staten-Generaal van de Nederlanden een decreet aan dat gericht was tegen landvoogd Juan van Oostenrijk. Van Achelen weigerde dit decreet te laten publiceren in Friesland waarop hij beschuldigd werd van samenzwering met de landvoogd. Op 21 maart 1578 werd Van Achelen gearresteerd. Na een tijdje werd hij terug vrijgelaten. Pas acht jaar later kreeg Van Achelen eerherstel en kreeg hij omwille van zijn trouw aan de koning de titel van ridder.
Van Achelen werd lid van de Geheime Raad en in 1598 werd hij voorzitter van de Grote Raad van Mechelen. Hij stierf in 1604 en werd begraven in de Sint-Niklaaskapel van de Sint-Romboutskathedraal.

## Huwelijk, kinderen en familie
Van Achelen huwde in 1561 in Swichum met Clementia Hoytema, een nicht van Viglius, met wie hij zes kinderen kreeg. Zijn oudste zoon Folkert trad in zijn voetsporen en werd in 1600 raadsheer in de Raad van Brabant te Brussel. In 1611 werd hij rekestmeester in de Geheime Raad.
Zijn broer Folkert (Folkaert) van Achelen, werd in 1587 raadsheer in de Raad van Brabant en was getrouwd met Anna de Beyens, dochter van Goswin, schildknaap, en van Agnes Eyckmans gezegd de Rovere.